# Deadlands
Deadlands este un joc de rol Western de groază de istorie alternativă cu câteva elemente steampunk. Jocul original a fost scris de Shane Lacy Hensley și publicat de Pinnacle Entertainment Group în 1996. 
A câștigat de opt ori Premiile Origins (Origins Award).